# Louis Querbes

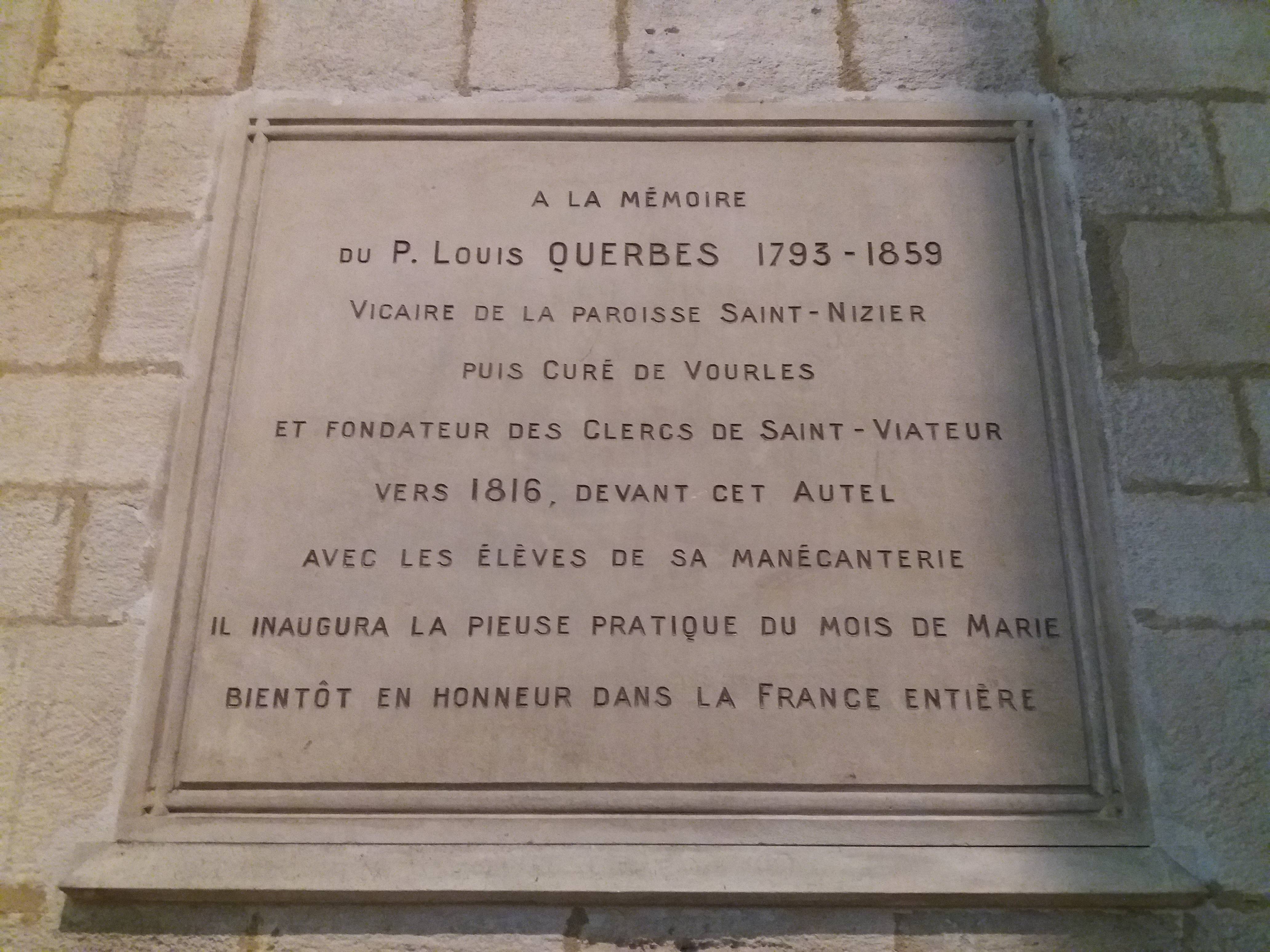
Gedenktafel für Louis Querbes in der Kirche Saint-Nizier in Lyon

Louis Querbes (* 21. August 1793 in Lyon; † 1. September 1859 in Vourles) war ein französischer römisch-katholischer Geistlicher und Ordensgründer. Er steht am Beginn der Viatoristen.

## Leben und Werk

### Der Gründer der Viatoristen
Querbes wuchs in der Lyoner Pfarrei Saint-Nizier auf, trat 1812 in das Priesterseminar Saint-Irénée ein (und studierte mit Jean-Claude Colin, Marcellin Champagnat und Jean-Marie Vianney), wurde 1816 zum Priester geweiht und war Kaplan in der Kirche Saint-Nizier. Von 1822 bis zu seinem Lebensende 1859 war er Pfarrer in Vourles (südlich Lyon). Querbes erkannte, dass die von der Französischen Revolution auf dem Land hinterlassene spirituelle Wüste nicht allein von der Priesterschaft zurückgedrängt werden konnte, sondern dass dazu die Mithilfe der Laien unabdingbar war. Er gründete deshalb einen Orden von Klerikern, den er nach dem heiligen Viator von Lyon benannte und für den er die Genehmigung des Königs (1829), des Bischofs (1831) und des Papstes (1838) erhielt. Die Assoziierung von Laien wurde allerdings vom Papst abgelehnt. Der Viatorist war (eheloser) Lehrer, Katechist und Küster zugleich und wurde in einer Art Seminar ausgebildet. Die Mitglieder wirkten anfänglich im Großraum Lyon, ab 1851 auch im Département Aveyron.

### Aussendung der Viatoristen
Die Gemeinschaft wurde von Missionsbischöfen zur Entsendung nach Übersee aufgefordert. 1841 gingen einige Viatoristen nach Saint-Louis (Missouri, USA), doch löste sich die Gruppe auf. 1844 gingen andere nach Sirdhana im Bistum Agra in Indien, doch scheiterten sie am Klima. Erst die 1846 nach Joliette in Kanada geschickten Kleriker hatten Erfolg. 1865 sandte die Provinz Kanada die ersten Viatoristen in die Vereinigten Staaten nach Bourbonnais (Illinois) (Einrichtung der Provinz Chicago 1882).

### Modernität der Viatoristen
Beim Tode des Gründers bestanden vier Provinzen (Vourles, Saint-Flour, Rodez und Kanada) mit 300 Mitgliedern. Im 20. Jahrhundert ging der Schwerpunkt der Gemeinschaft von Frankreich nach Nordamerika über. Das Zweite Vatikanische Konzil erwies die Modernität des Konzeptes der Verbindung von Laien und Klerikern. Die Gemeinschaft besteht derzeit aus 479 Religiosen (etwa zur Hälfte Priester) und 289 assoziierten Laien (einschließlich Frauen). Sie wirkt in 16 Ländern auf vier Kontinenten.

### Erinnerungsorte
Seit 2015 ist das Generalat des Ordens (das zuvor in Rom war) wieder in Vourles in der Straße, die den Namen des Gründers trägt (Centre Louis-Querbes, 3, rue Louis Querbes, dort auch ein ihm gewidmetes Museum). In Saint-Genis-Laval ist eine Straße, in Vourles sind Schulen, in Rodez ist ein Gymnasium nach ihm benannt. In Joliette trägt ein städtischer Park seinen Namen. In der Kirche Saint-Nizier in Lyon erinnert eine Tafel an sein Wirken.
Sein Seligsprechungsprozess ist eingeleitet. Papst Franziskus erkannte ihm im Oktober 2019 den heroischen Tugendgrad zu.

## Werke
- Cantiques tirés des meilleurs recueils, à l’usage des paroisses des missions, des retraites, des catéchismes, des maisons d'éducation, et des familles chrétiennes. Rusand, Lyon 1825.
- Manuel nécessaire des Clercs de S. Viateur. Briday, Lyon 1861.